# Johanna Ignjatovic
Johanna Ignjatovic (* 1952 in St. Pölten) ist eine österreichische Illustratorin und Cartoonistin. In Niederösterreich aufgewachsen, zog sie in den 1960er Jahren nach Vorarlberg, wo sie eine Ausbildung zur Textildesignerin machte. Seit 1979 ist sie freiberuflich tätig und hat seitdem vor allem Kinder- und Kleinkinderbücher illustriert. Vereinzelt erscheinen ihre Cartoons unter dem Pseudonym Jo Hanna.

## Werke

### Illustrationen

#### Kinder- und Kleinkinderbücher
- Mein großer Atlas zur Europäischen Union
- Ein Abenteuer für drei kleine Freunde
- Wir entdecken die sieben Weltwunder
- Die Schöpfung
- Meine Kinderbibel
- Sankt Martin, kleine Ausgabe
- Was können diese Tiere?
- Guck mal, wer da knabbert

und zahlreiche weitere

### Cartoons
- Playboy (2 Jahre lang)
- Erschrick jetzt nicht Elsie, aber Schafe können nicht fliegen! (Lappan)